# Forest Hills Tennis Classic
Forest Hills Tennis Classic je zaniklý ženský tenisový turnaj WTA Tour, který se hrál venku na tvrdých dvorcích v letech 2004–2008. Konal se v tenisovém areálu West Side Tennis Club newyorského Forest Hills. V roce 2004 byl součástí kategorie Tier V a v období 2005–2008 pak kategorie Tier IV.

## Vítězky

### Dvouhra
| Rok                    | Vítězka                | Finalistka         | Výsledek      |
| ---------------------- | ---------------------- | ------------------ | ------------- |
| ↓ Kategorie: Tier IV ↓ |                        |                    |               |
| 2008                   | Lucie Šafářová         | Pcheng Šuaj        | 6–4, 6–2      |
| 2007                   | Gisela Dulková         | Virginie Razzanová | 6–2, 6–2      |
| 2006                   | Meghann Shaughnessyová | Anna Smašnovová    | 1–6, 6–0, 6–4 |
| 2005                   | Lucie Šafářová         | Sania Mirzaová     | 3–6, 7–5, 6–4 |
| ↓ Kategorie: Tier V ↓  |                        |                    |               |
| 2004                   | Jelena Lichovcevová    | Iveta Benešová     | 6–2, 6–2      |